# 普通高等学校艺术类专业招生统一考试
普通高等学校艺术类专业招生统一考试，简称艺术高考、艺考，是中华人民共和国普通高等学校艺术类专业的招生入学考试，由普通高中毕业生、中等职业学校学生或具有同等学力的考生参加的选拔性考试。

## 命題與地點
艺术类高考由中华人民共和国教育部统一组织调度，根据各省教育厅公布的《考试大纲》由各省级教育考试院自主命题依照《普通高等学校本科专业目录》，艺术学门类专业分为8个考试类别。
- 艺术学理论类（现已取消艺考，按高考文化课成绩录取）
- 音乐类
- 美术与设计类
- 舞蹈类
- 播音与主持类
- 表（导）演类（含影视表演和服装表演专业方向）
- 书法类
- 戏曲类

艺术类高考采笔试和面试相结合的形式。考试科目由文化课、专业课两部分组成。
- 文化课 - 考生需要参加普通高考，以普通高考成绩作为文化课成绩。
- 专业课 - 依考试类别、视政策规定和院校专业招生要求参加专业课的省级统考、联考或校考。[1][2]

独立设置本科艺术的院校可组织校考，其余院校原则上只可按照统考成绩录取。校考要在春节后进行，3月底前结束。中等艺术学校的应届毕业生、军队战士经大军区级政治部批准、非艺术类中等专业学校和技工专业的毕业生工作满两年者，经所在单位批准也可以报考。

## 与其他考试的区别
艺术类高考與历史上曾经存在的“普通高等学校招收高水平艺术团统一测试”（简称高水平艺术团）是不同考試，艺术类高考考生只能录取和就读艺术类专业，而高水平艺术团招生则是在普通高考志愿投档上降分录取，考生仍可就读普通专业，但必须参加大学艺术团排练演出。后者招生数远远少于前者，全国名额只有不到五千人。目前，高水平艺术团招生已经取消。